# 扎斯塔瓦CZ 99半自動手槍
扎斯塔瓦CZ 99（英語：Zastava CZ 99；CZ 99全寫：Crvena Zastava 99，意為：紅旗99式）是一款由當時的南斯拉夫扎斯塔瓦武器公司所研製和生產的半自動手槍。它在1989年研發，用以取代南斯拉夫軍隊和警察局的扎斯塔瓦M57。其底把深受SIG P226的影響，雖然有一部份雙手靈巧的控件卻與瓦爾特P88緊湊型很像。CZ 99主要發射9×19公釐帕拉貝倫彈和以15發彈匣供彈，雖然也有其.40 S&W口徑型。

## 衍生型
- CZ 999「蠍」式（英語：CZ 999 Scorpion）：雖然最初只有9×19毫米帕拉貝倫口徑，但CZ 99亦有一款.40 S&W口徑的衍生型，主要對準國外的進口商，而當中眾多這款手槍是在1990年進口美國。隨著時間的推移，這款槍支的新版本已經開發出來：裝有純雙動操作與雙／單動操作選擇器的扎斯塔瓦CZ 999，以及無這個選擇器的CZ 999「蠍」式。此外還裝有上膛指示器（英语：Safety (firearms)#Loaded chamber indicator）。該槍型也有其緊湊型號。[4]
- 扎斯塔瓦EZ（英語：Zastava EZ）：為第四代CZ 99，槍管底部的底把內建了皮卡汀尼導軌（MIL-STD-1913戰術導軌），亦裝有上膛指示器，以至彈匣以內還有最後三發的特殊指示器。為制式和個人防衛用途、單／雙動操作，以及配備雙手靈巧控件的手槍。有兩種口徑。[5]而這兩種口徑都有其緊湊型，槍管較全尺寸型縮短10毫米。[6]
- KSN戈蘭（英語：KSN Golan）：為CZ 99的以色列KSN工業公司彷製型，在扎斯塔瓦停產以後購買了其生產權。雖然戈蘭並無CZ 99的上膛指示器和裝有較短的套筒和槍管、不同的握把，以至在CZ 99以上的其他細微的變化，它在內部設計方面幾乎相同，有些部件可在兩者之間互換使用。[7][8]
- TZ 99：為南非Tressitu公司破產以前短暫生產的彷製型。[9]

## 使用國
- 伊拉克
- 以色列[7]
- 约旦[10]
- 黎巴嫩[11]
- 利比里亚[12]
- 蒙特內哥羅
- 北馬其頓
- 塞族共和國
- 塞爾維亞[13]
- 南非[9]

## 雜項
2000年1月15日，人稱阿爾坎（Arkan）的戰犯傑利科·拉茲尼亞托維奇被刺客多布罗萨夫·丹科（Dobrosav Gavrić）以CZ 99射殺。

## 圖集

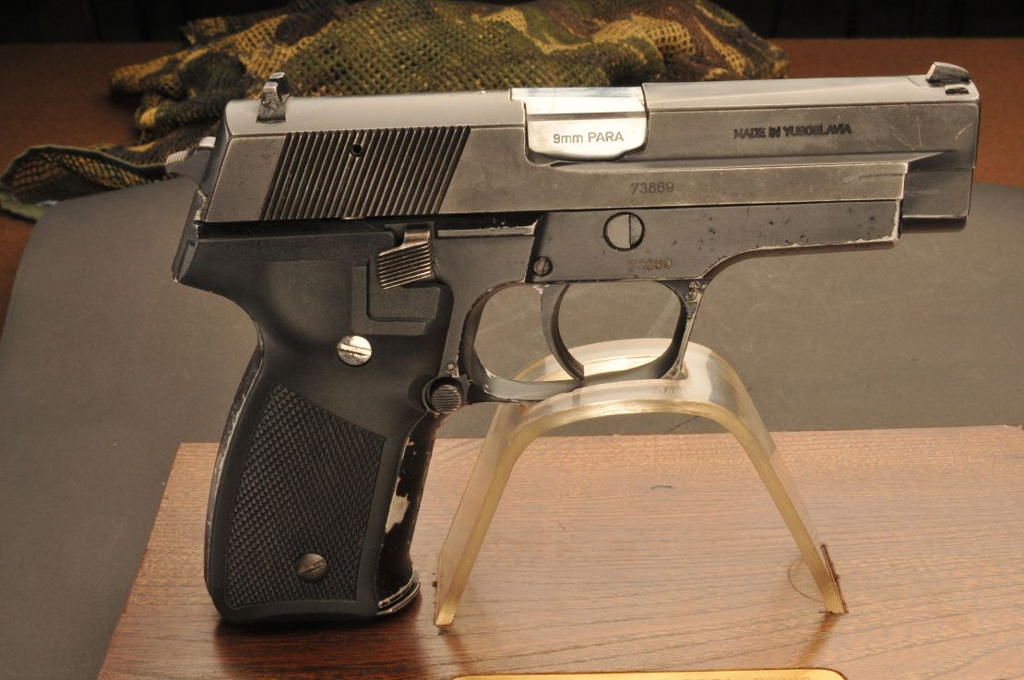
1992年以前生產的扎斯塔瓦CZ 99，標記表明由南斯拉夫出產。
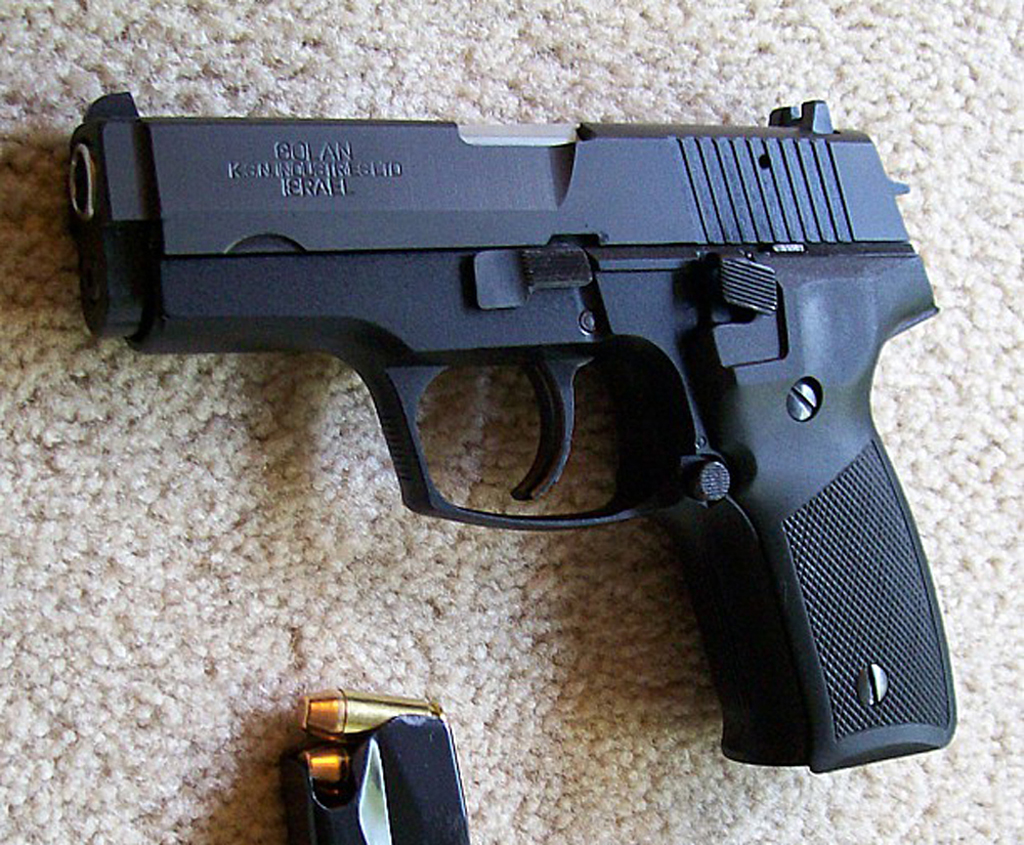
KSN戈蘭：以色列生產的扎斯塔瓦CZ 99S／緊湊G型。
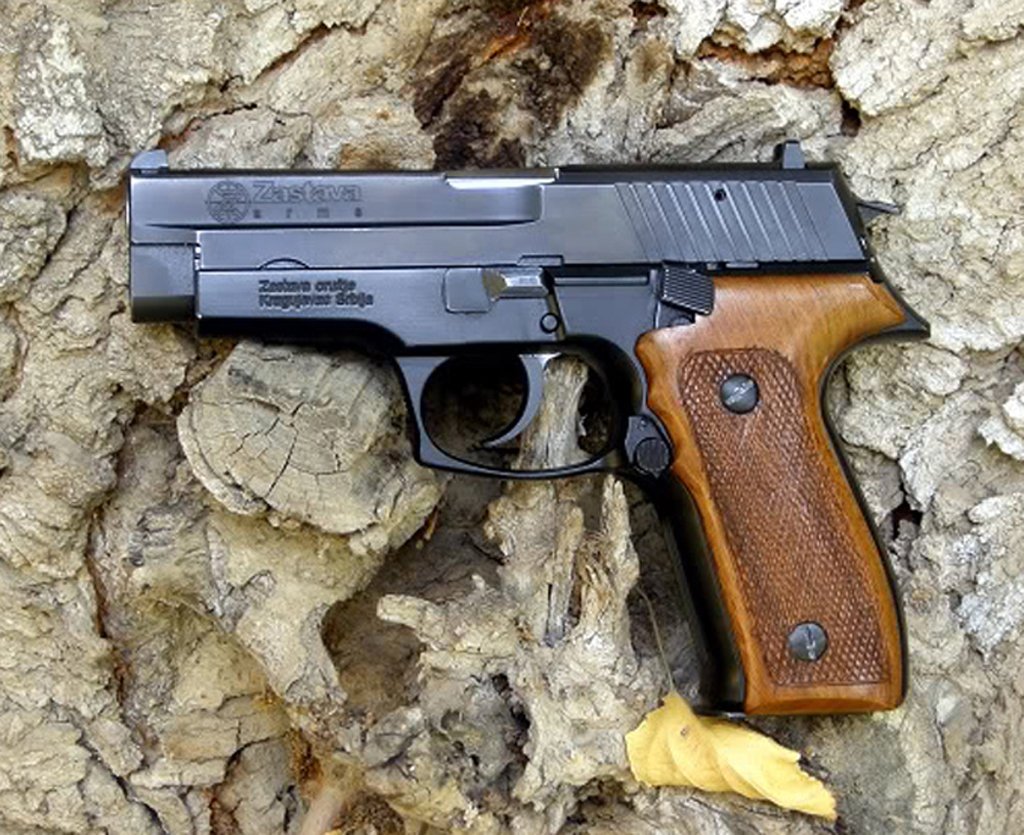
裝上了定製握把的CZ 999「蠍式」。
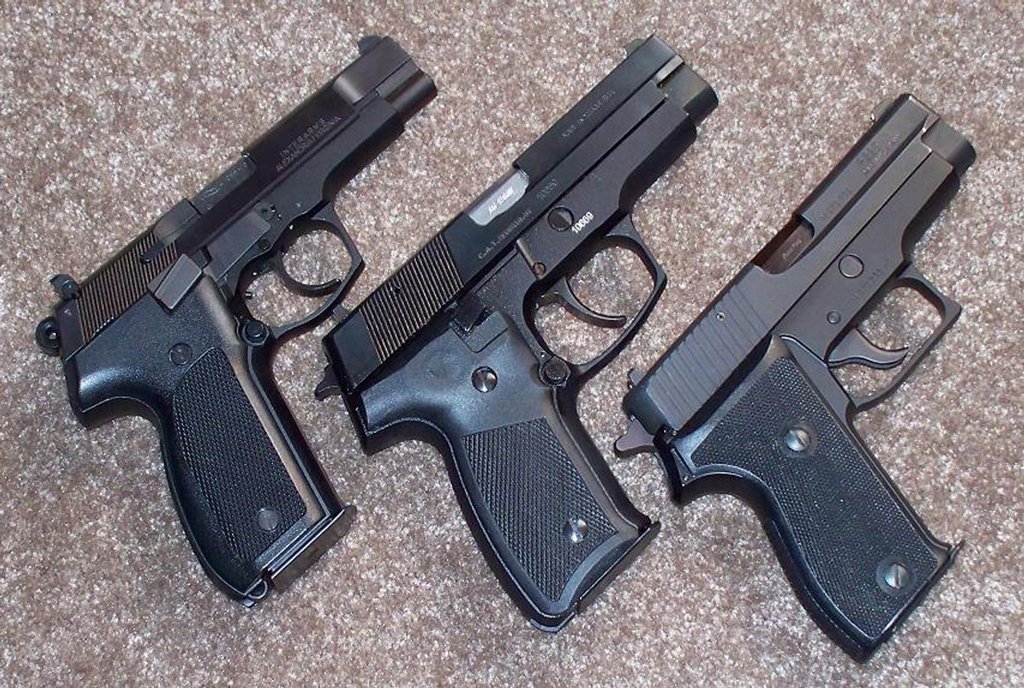
瓦爾特P88、CZ 99與SIG P225的比較。

## 資料來源
1. ↑  . Zastava Arms.   [5 December 2014]. （原始内容存档于1 May 2012）.
2. ↑  . Guns.com.   [2017-01-29]. （原始内容存档于2017-02-02） （美国英语）.
3. ↑  . The Armed Lutheran. 2015-09-19  [2017-01-29]. （原始内容存档于2017-02-02） （美国英语）.
4. ↑  . Zastava Arms.   [18 November 2016]. （原始内容存档于2018-06-12）.
5. ↑  . Zastava Arms.   [18 November 2016]. （原始内容存档于2019-07-04）.
6. ↑  . Zastava Arms.   [18 November 2016]. （原始内容存档于2018-06-16）.
7. 1 2  Pmulcahy.com—"Israeli Pistols" （页面存档备份，存于）.
8. ↑   (PDF). American Rifleman.   [24 September 2018]. （原始内容存档 (PDF)于2018-10-09）.
9. 1 2  Pmulcahy.com—"South African Pistols" （页面存档备份，存于）.
10. ↑   (PDF). Republic of Serbia Ministry of Economy and Regional Development: 54.   [24 September 2018]. 原始内容存档于2014-12-21 （英语）.
11. ↑  塞爾維亞共和國：經濟和區域發展部（英语：Ministry of Economy (Serbia)）.  (PDF): 37.   [25 October 2014]. （原始内容 (PDF)存档于21 December 2014） –Stockholm International Peace Research Institute.
12. ↑  联合国安全理事会.  (PDF). 25 Oct 2002: 18  [2018-11-03]. （原始内容存档 (PDF)于2018-08-29）.
13. ↑   [Infantry weapons - 9 mm pistol CZ99]. 塞爾維亞軍隊（英语：Serbian Army）.   [5 December 2014]. （原始内容存档于2011-10-05） （塞尔维亚语）.

## 外部連接
- （英文）—Modern Firearms—
  - CZ-99 （页面存档备份，存于）
  - CZ-999 （页面存档备份，存于）